# Josipdol
Josipdol är en ort i Kroatien.   Den ligger i staden Grad Karlovac och länet Karlovacs län, i den centrala delen av landet, 90 km sydväst om huvudstaden Zagreb. Josipdol ligger 343 meter över havet och antalet invånare är 998.
Terrängen runt Josipdol är kuperad. Runt Josipdol är det ganska tätbefolkat, med 65 invånare per kvadratkilometer. Närmaste större samhälle är Ogulin, 10,1 km nordväst om Josipdol. Omgivningarna runt Josipdol är en mosaik av jordbruksmark och naturlig växtlighet.